# Cerkev Marijinega vnebovzetja, Dole pri Litiji
Cerkev Marijinega Vnebovzetja je baročna cerkev na Dolah pri Litiji, posvečena 25. avgusta 1861. Zgrajena je bila leta 1858.
Po legendi naj bi se na mestu cerkve leta 512 zgodil čudež, saj je sredi poletja 5. junija zapadel sneg Zjutraj so v njem našli sledi, ki so vodile od Suhadol do Dol. Ustavile so se na mestu, kjer danes stoji cerkev. Cerkev je bila sprva posvečena Mariji Snežni, bila je orientirana proti vzhodu. Imela je en zvonik, ki je še zdaj del nove cerkve. 
Leta 1858 je duhovnik Jožef Zelenc dal sezidati novo župnijsko cerkev, ki je bila posvečena 25.8.1861 Mariji Vnebovzeti. Posvetil jo je škof Bartholomeus Widmer.
Na vhodnih vratih sta lesena reliefa sv. Cirila in Metoda, delo akademskega slikarja, kiparja in pedagoga Staneta Jarma.
Opis notranjosti:
Glavna ladja v cerkvi tvori križno zasnovo. Cerkev je baročna in bogato okrašena.
Stranski oltarji:
Oba oltarja sta lesena in baročno okrašena.
Na levi stoji  oltar sv. Ožbolta. S kipoma na obeh straneh: sv. Apolonije (na levi) in sv. Katarine (na desni), v atiki oltarja je slika rožnovenske Marije. V tem oltarju je pa tudi božji grob.
Na desni stoji oltar sv. Jurija, ki je premagal zmaja, s kipoma na obeh straneh: sv. Andreja (na desni) in sv. Jerneja (na desni). V atiki oltarja je slika sv. Martina
Glavni oltar:
Je iz leta 1859 in stoji na vrhu petih stopnic. Vsebuje kip Marije z Jezusom v naročju, ki je obdana s kipi svetnikov sv. Petra, sv. Jožefa, sv. Joahima in sv. Pavla, vsak s svojimi atributi. Oltar je bogato okrašen s kipi in drugimi okraski.
Orgle:
Orgle iz leta 1913 imajo 16 registrov, ki sta jih naredila brata Mayer- orglarska mojstra v Feldkirchu. Že takrat so stale 15.000 kron. Med drugo svetovno vojno so bile odpeljane, a so jih domačini leta 1948 dobili nazaj. Popravil jih je Franc Jenko.
Notranjost cerkve je poslikal slikar Jurij Tavčar, kateri je naslikal križev pot, ob strani cerkve 5. junija 1863. Okrasil je tudi vse oltarje.
Zvonovi:
Notranjostr zvonikov krasijo 4 zvnonovi. Pred vojno so bili bronasti, te pa so nadomestili železni. Vlila jih je livarna KID (kranjska industrijska družba). Zvonika povezuje mostiček.
Uglasitev in teža zvonov:
1.:
2.:
3.:
4.:

Nekaj o obnovah:
V letih od 2005 do 2010 je bila obnovljena notranjost cerkve: vsa elektrika, prebelili so notranjost. 
Kasneje so uredili odvodnjavanje, cokel fasade s sušilnim ometom, pokrpali in obarvali so pločevino na zvonikih, zamenjali krtino. 

Leta 2024 je dobila cerkev novo fasado- prebarvala se je zunanjost in uredila pločevina na okenskih policah.
1. ↑  »Opis enote nepremične kulturne dediščine, evidenčna številka 1779«. Geografski informacijski sistem kulturne dediščine. Ministrstvo za kulturo Republike Slovenije.

- »Oglarska dežela // MARIJA VNEBOVZETA«. dole.si. Pridobljeno 25. decembra 2024.